# La Guásima, Veracruz
La Guásima är en ort i Mexiko.   Den ligger i kommunen Ixcatepec och delstaten Veracruz, i den sydöstra delen av landet, 230 km nordost om huvudstaden Mexico City. La Guásima ligger 234 meter över havet och antalet invånare är 305.
Terrängen runt La Guásima är platt västerut, men österut är den kuperad. Terrängen runt La Guásima sluttar västerut. Runt La Guásima är det ganska tätbefolkat, med 80 invånare per kvadratkilometer. Närmaste större samhälle är Ixcatepec, 3,6 km nordväst om La Guásima. Trakten runt La Guásima består till största delen av jordbruksmark.